# Хартмен, Алекс
Алекс Хартмен (англ. Alex Heartman) (род. 24 февраля 1990 года) — американский актёр, сыгравший в сериале «Power Rangers» Джейдена Шибу — Красного Самурая-Рейнджера.

## Биография
Родился 24 февраля 1990 года в город Сакраменто, штат Калифорния в США.
Карьера актёра началась с роли убийцы в веб-сериале 2010 года Warrior Showdown. Следующей его ролью стала роль Джейдена в «Могучие рейнджеры: Самураи».
Также вместе со своими коллегами по сериалу, Алекс появился на церемонии награждения «Kids’ Choice Awards 2011» в качестве гостя.

## Фильмография
| Год       |     | Русское название            | Оригинальное название                                       | Роль                       |
| --------- | --- | --------------------------- | ----------------------------------------------------------- | -------------------------- |
| 2010      | ф   | —                           | Warrior Showdown                                            | убийца                     |
| 2010      | с   | —                           | Warrior Showdown                                            | убийца                     |
| 2011—2012 | с   | Могучие рейнджеры: Самураи  | Power Rangers: Samurai                                      | Джейден / красный рейнджер |
| 2012      | в   | —                           | Power Rangers Samurai: A New Enemy (vol. 2)                 | Джейден / красный рейнджер |
| 2012      | кор | —                           | Power Rangers Dubstep                                       | Джейден / красный рейнджер |
| 2013      | в   | —                           | Power Rangers Samurai: Clash of the Red Rangers - The Movie | Джейден / красный рейнджер |
| 2013      | тф  | —                           | Police Guys                                                 | в роли самого себя         |
| 2014      | с   | Могучие рейнджеры: Мегафорс | Power Rangers Megaforce                                     | Джейден                    |
| 2014      | мс  | —                           | Smash Supremacy                                             | в роли самого себя         |
| 2015      | ф   | Рискни                      | Take a Chance                                               | Антонио                    |
| 2016      | тф  | —                           | His Secret Past                                             | Скотт                      |
| 2016      | кор | —                           | My American Dream                                           | Блейк Петерсон             |
| 2017      | ф   | Хуарес 2045                 | Juarez 2045                                                 | Крис                       |
| 2017      | тф  | —                           | The Wrong Crush                                             | Брайан                     |